# Kučuk
Kučuk (rusky Кучук nebo Кучукское озеро) je hořkoslané jezero v Altajském kraji v Rusku. Má rozlohu 181 km². Maximální hloubku má 3,3 m. Leží v centrální části Kulundské stepi v nadmořské výšce 98 m.

## Vodní režim
Je spojené průtokem s Kulundským jezerem, které leží severněji. Zdrojem vody jsou sněhové srážky. Z východu do jezera přitéká řeka Kučuk.

## Využití
Průmyslové zásoby glauberovy soli (mirabilitu). Na jižním břehu jezera jsou lázně. Na severovýchodním břehu je sídlo městského typu Blagoveščenka.